# 光宇华夏
光宇华夏，全称北京光宇华夏科技有限责任公司，是一家位於中國大陸北京市海淀區盈创动力大厦的網絡遊戲營運商。光宇華夏是光宇國際集團的子公司，早期負責北极星的營運，2004年開始負責網絡遊戲營運。

## 歷史
光宇華夏於2000年正式註冊成立，首席执行官為高苏华，成立初期主要負責建設專注於電力和電信行業的商務網站「北極星」，網站於同年7月開始運行，光宇華夏是中國大陸首家推出該類型的商務網站的公司，也因此成為中华民族团结友好协会在8月成立的网络技术推进委员会首個互聯網企業。2007年，光宇華夏出售北極星相關業務，火山動力接手經營。
光宇華夏於2003年底開始進軍網絡遊戲行業，並在2004年8月獲得當時韓國熱門Q版網絡遊戲《希望Online》的中國大陸地區代理權，並在年末進行公測，光宇華夏為此還在全國建立56個區域營銷推廣服務中心，負責遊戲推廣和售後服務。同年建成「光宇遊戲平台」。《希望Online》的營運並不成功，一年內光宇華夏為此虧損1.5億人民幣，導致公司一度想放棄遊戲業務，在投資人的鼓勵下才繼續發展下去。《希望Online》為此轉變收費模式，從原來的收費遊玩，改為免費遊玩道具收費的模式，其後代理的遊戲也沿用這個營運模式。2006年代理國內吉比特開發的《問道》在公測一個月後也宣佈免費遊玩，並成為其主打產品，在線人數一度達到65萬人。2007年，光宇華夏已經在中國大陸開設了上千個地方辦事處，并立下成為中國網絡遊戲的「網絡迪士尼」的目標。9月，光宇華夏與瑞星合作推出《瑞星杀毒软件2008版》，光宇遊戲玩家能免費獲得軟件，軟件特別針對對光宇華夏旗下營運網絡遊戲，提供賬號保護功能。2008年初，光宇華夏計劃推出六款網絡遊戲，年底光宇遊戲平台達成目標同時營運十款網絡遊戲，總最高在線人數超過100萬人，其中《問道》為80萬人，公司營收突破6億人民幣。2009年計劃推出八款網絡遊戲，其中四款為自主開發的網絡遊戲，同年光宇華夏成為中國大陸的十大網遊營運商之一。
2008年，光宇國際集團打算剝離電子遊戲業務，讓遊戲業務重組為「光宇网络」在中國大陸的A股市場上市。光宇的遊戲開發公司天成互动改名科诗特软件，大部分股份轉移到光宇國際集團創始人宋殿权之子宋洋手上，科诗特软件也全資擁有光宇华夏。受到2008年金融危機影響，上市計劃終止。2010年初，由於股權變動加上管理層變動，光宇華夏傳出總裁兼首席执行官高苏华和董事會不和而轉為負責研發工作，主管產品和市場營運的龚峤辭職，市場副總監刘波辭職任金山軟件的市場總監。光宇華夏的人事變動，也引來其他遊戲公司如中视网元搶奪光宇華夏的營運團隊。3月，宋洋加入光宇華夏管理層任副總裁，負責市場戰略工作，高苏华也表示公司完成了重組，他仍任總裁職位，公司高層只有龚峤一人離職。之後光宇華夏和光宇國際集團於2006年成立的光宇在線聯合營運光宇遊戲平台及旗下網絡遊戲。目前，科诗特软件和光宇华夏為光宇网络全資子公司，由光宇國際集團間接持有。

## 代理遊戲
| 遊戲名稱        | 營運日期       | 停運日期      | 備註          |
| --------------- | -------------- | ------------- | ------------- |
| 《希望Online》  | 2004年12月     | 2012年        | [ 5 ]         |
| 《问道》        | 2006年5月      |               | [ 8 ]         |
| 《神界》        | 2006年12月     | 已經停運      | [ 22 ]        |
| 《大冒险》      | 2007年1月      | 已經停運      | [ 23 ]        |
| 《西游Q记》     | 2008年12月     | 2010年3月     | [ 24 ]        |
| 《創世Online》  | 2009年9月28日  | 2015年9月     | [ 25 ] [ 26 ] |
| 《創世Online2》 | 2016年5月20日  | 已經停運      | [ 27 ]        |
| 《神道三国》    | 2017年11月17日 | 2018年4月17日 | [ 28 ] [ 29 ] |